# Juri Petrowitsch Schtschekotschichin

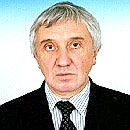
Juri Petrowitsch Schtschekotschichin, Portrait, vor 2021

Juri Petrowitsch Schtschekotschichin (russisch Юрий Петрович Щекочихин, wissenschaftliche Transliteration Jurij Petrovič Ščekočichin; * 9. Juni 1950 in Kirowabad, Aserbaidschanische SSR, Sowjetunion; † 3. Juli 2003 in Moskau) war ein russischer Menschenrechtsaktivist, Journalist und Duma-Abgeordneter. Schtschekotschichin, einer der publizistischen Wortführer der Opposition, wurde bekannt durch seine Kritik am Zweiten Tschetschenienkrieg und seinen Kampf gegen Korruption und organisiertes Verbrechen. Er starb unter zweifelhaften Umständen.

## Leben
Schtschekotschichin absolvierte im Jahr 1975 die journalistische Fakultät der Moskauer Universität.

### Publizistische Karriere
Von 1967 bis 1970 arbeitete er bei der Tageszeitung Moskowski Komsomolez – zunächst als Volontär, dann als Korrespondent. Von 1971 bis 1980 war er Sonderkorrespondent der Tageszeitung Komsomolskaja Prawda. Von 1980 an war er bei der Wochenzeitung Literaturnaja gaseta beschäftigt.
Im Juni 1992 veröffentlichte Schtschekotschichin den Artikel Страх (dt.: Angst), in dem er sich mit Korruption im Moskauer Bürgermeisteramt beschäftigte. Im Jahr 1995 war er kurzfristig Autor und Redakteur der Sendung Journalistische Untersuchung beim Sender ORT. Diese wurde im Oktober 1995 abgesetzt, weil sie, so die offizielle Begründung, „die Lage im Land destabilisiere“. Seit Januar 1997 war er stellvertretender Chefredakteur der Nowaja gaseta, dort leitete er zuletzt die Abteilung Recherche.

### Politische Karriere
Schtschekotschichins politische Karriere begann 1990 mit der Wahl in den Volksdeputiertenkongress, das Parlament der Sowjetunion. Er war Mitglied der Reformfraktion Interregionale Gruppe und von 1990 bis 1992 Mitglied des Komitees des Obersten Sowjets für Verbrechensbekämpfung und Bekämpfung von Privilegien.
Bei der Wahl am 17. Dezember 1997 wurde er auf der Liste der Reformpartei Jabloko zum Mitglied der russischen Duma gewählt; von Februar 1996 an war er für die zweite Legislaturperiode des Parlaments Mitglied des Ausschusses für Staatssicherheit. Zur Zeit des Ersten Tschetschenienkrieges beteiligte er sich im Frühjahr 1996 an einer Aktion zur Freilassung von russischen Soldaten, die sich in der Gefangenschaft tschetschenischer Rebellen befanden. Von April 1997 an war er Mitglied des Parlamentsausschusses zur Überprüfung von Korruption der Ämter und Amtspersonen Russlands. Am 19. Dezember wurde er zum Abgeordneten der Duma der dritten Legislaturperiode gewählt. Er galt als Experte für Korruption und organisiertes Verbrechen.

## Tod
Schtschekotschichin starb unter ungeklärten Umständen. Vom 16. Juni 2003 an fühlte er deutliches Unwohlsein, begab sich aber dennoch auf eine Dienstreise nach Rjasan, dem Ort eines verhinderten Bombenanschlags im Jahre 1999. Am 21. Juni wurde er in lebensbedrohlichem Zustand ins Moskauer Zentralkrankenhaus eingeliefert.
In der Nacht des 3. Juli 2003 starb er. Die offizielle Todesursache war eine heftige allergische Reaktion, das Lyell-Syndrom.
Politische Freunde des Verstorbenen zweifelten diese Darstellung an. Sie wiesen darauf hin, dass der Verstorbene nicht an Allergien gelitten habe und dass nie geklärt wurde, was den angeblichen allergischen Schock ausgelöst hatte. Ihre Versuche, die Umstände des Todes näher zu untersuchen, wurden jedoch von offizieller Seite behindert; zahlreiche Fragen konnten nicht beantwortet werden. So wurde das Ergebnis der Autopsie selbst den Angehörigen nicht mitgeteilt. Seine Krankenakte verschwand. In den Medien wird von einer möglichen Vergiftung gesprochen. Nicht nur ausländische, auch russische Medien erörtern diese Möglichkeit, der langjährige Chefredakteur Dmitri Muratow der Nowaja gaseta ist davon überzeugt. Die oppositionelle Internetzeitung grani.ru reiht den Fall unter die großen politischen Morde in Russland ein. 2018 listete die Nowaja gaseta die offenen Fragen dazu auf, unter anderem nach dem Verbleib der letzten Blutproben.

## Mitgliedschaften
Von 1988 an führendes Mitglied der Gesellschaft Memorial, die sich der Aufklärung stalinistischer beziehungsweise kommunistischer Verbrechen widmet; von 1993 an Präsident der Internationalen Stiftung zur Förderung junger künstlerischer Intelligenz.

## Zitat
- Sprechen oder nicht Sprechen ist manchmal wichtiger als Sein oder Nichtsein.[11]

## Ehrungen
- Medaille Den Verteidigern des freien Russland
- Medaille Zum 850. Jahrestag der Stadt Moskau

## Werke
- Die Sklaven der Staatssicherheit. 20. Jahrhundert. Die Religion des Verrates Moskau, SAO FID Delowoi Ekspress, Fjodorow Korporazija 1999, ISBN 5-8407-0005-3 Online auf Russisch hier
- Das vergessene Tschetschenien. Seiten aus dem Notizbuch des Krieges (russisch: Забытая Чечня: Страницы из военных блокнотов) Moskau, Olimp 2003, ISBN 5-7390-1261-9